# Samsung SGR-A1
Das Samsung SGR-A1 ist der erste vollautomatische Kampfroboter der Welt.

## Technik
Das von Samsung Techwin, einer Tochter des südkoreanischen Samsung-Konzerns, entwickelte Waffensystem verfügt über eine Tageskamera und eine Infrarotkamera für den nächtlichen Betrieb, beide sind mit einer Zoomfunktion ausgestattet. Die Twin-Infrarotsensoren ermöglichen eine Zielverfolgung über eine Strecke von bis zu 4 Kilometern. Die Software ermöglicht die Unterscheidung zwischen Menschen und anderen Objekten wie etwa Bäumen. Ebenso verfügt der SGR-A1 über ein Sprachinterface, mit dem sich der eigenen Position nähernde Personen gewarnt werden. Zur Standardbewaffnung des SGR-A1 zählt das Daewoo K3 5,56-mm-Maschinengewehr mit einer Magazinkapazität von 200 Schuss und einer Feuerrate von 700 bis 1000 Schuss pro Minute. Der Kampfroboter ist imstande, das MG nachzuladen. Wie hoch die gesamte mitgeführte Munitionskapazität ist, wird vom Militär geheim gehalten. Je nach Mission kann die Bewaffnung des Kampfroboters modifiziert bzw. ergänzt werden. Der Preisbereich lag 2006 zwischen 80.000 und 200.000 US-Dollar pro Einheit.

## Einsatzorte
2006 wurden einige Modelle des SGR-A1 vom südkoreanischen Militär im Irak zur Bewachung und Verteidigung der eigenen Militärbasen erprobt. Die südkoreanische Regierung debattierte bis 2008 über die Installation von Kampfrobotern entlang der gesamten Grenze zu Nordkorea, was schließlich verworfen wurde, weil die Pilotversuche keine zufriedenstellenden Ergebnisse brachten.

## Kritik
Kritisiert wird vor allem der Verlust der menschlichen Kontrolle über die Waffengewalt. Ebenso sei das System vor manipulativen Angriffen nicht geschützt. Im Gegensatz zu den bisher primitiven Selbstschussanlagen übernimmt diese tödliche autonome Waffe die volle Funktion eines Soldaten: Identifizierung einer Gefahr, Warnung des Angreifers, Entscheidung über Gegenmaßnahmen, Durchführung von Gegenmaßnahmen. Obwohl diese Aktionen von Menschen einprogrammiert werden, gehen Kritiker davon aus, dass die Quote der Fehlentscheidungen des Kampfroboters weitaus höher liegt als die eines Soldaten.